# 三门桥及桥南厝
三门桥及桥南厝，是位于中国福建省宁德市周宁县纯池镇三门桥村的一个中国共产党革命遗址，2016年入选周宁县第四批文物保护单位。
三门桥原是木拱廊屋桥，南北横跨溪流，1950年毁坏，尔后在原址重建了一座石拱桥。桥南的房屋是当时三门桥村仅有的三十多处民居。民国23年（1934年）8月24日，由粟裕、寻淮洲和乐少华等人率领的中国工农红军第七军团（简称红七军团）约三千人北上，路经三门桥村并在该村过夜，全村所有的民房、宫庙全部腾出，供红七军官兵入住，粟裕住在三门桥南侧一座占地面积约30平方米，高三层的民居内，其警卫队住在三门廊屋桥内。